# NGC 870
NGC 870 (również PGC 8721) – zwarta galaktyka (typ C) znajdująca się w gwiazdozbiorze Barana. Odkrył ją R.J. Mitchell – asystent Williama Parsonsa 22 listopada 1854 roku.